# 2010年亚洲残疾人运动会中国澳门代表团
2010年亚洲残疾人运动会中国澳门代表团一共派出12名运动员参赛，其中男选手10名，女选手2名。参赛项目有田径（包括赛跑、铅球和铁饼等）、硬地滚球、羽毛球和乒乓球等。本届亚残会并没有获得任何奖牌。
奖牌榜：
| 名次 | 代表团   | 金牌 | 银牌 | 铜牌 | 总数 |
| ---- | -------- | ---- | ---- | ---- | ---- |
| -    | 中国澳门 | 0    | 0    | 0    | 0    |